# 2034 Бернуллі
2034 Бернуллі (2034 Bernoulli) — астероїд головного поясу, відкритий 5 березня 1973 року.
Тіссеранів параметр щодо Юпітера — 3,595.
Астероїд названо на честь видатної родини математиків з Базеля: Якоба Бернуллі (1654—1705), творця варіаційного числення; Йоганна Бернуллі (1667—1748), розробника теорії диференціальних рівнянь та першого наставника Л. Ейлера; Даніеля Бернуллі (1700—1782), відомого математика та гідромеханіка.